# Race Normande
 (octobre 2022).
Si vous disposez d'ouvrages ou d'articles de référence ou si vous connaissez des sites web de qualité traitant du thème abordé ici, merci de compléter l'article en donnant les références utiles à sa vérifiabilité et en les liant à la section « Notes et références ».
La race Normande est une race porcine originaire de Normandie en France. 

## Présentation
Cette race porcine était répandue dans toute la région Nord-Ouest de la France, jusqu'en Bretagne. Elle avait  beaucoup de ressemblance avec la race craonnaise et de nombreux auteurs refusent de les différencier.
Le porc de race normande est de type celtique, blanc, à oreilles longues et tombantes, recouvrant complètement les yeux, alors qu'il reste dégagé chez le craonnais. L'animal est lourd, de croissance lente, donnant plus de viande que de gras. La truie est prolifique et peut donner douze porcelets par portée. 
Suivant les contrées, le porc normand était désigné sous différents noms parmi lesquels on peut rappeler l'Augeronne, la Cauchoise, la Cotentine, l'Alençonnaise, race du Perche, race mancelle, race de Nonant,.
L'Augeronne ou race de la Vallée d'Auge est une variété améliorée de la Normande qui a été développée dans le Pays d'Auge. Son poids dépasse les 300 kg.
Avec le craonnais, il a donné le porc blanc de l'Ouest.

Galerie
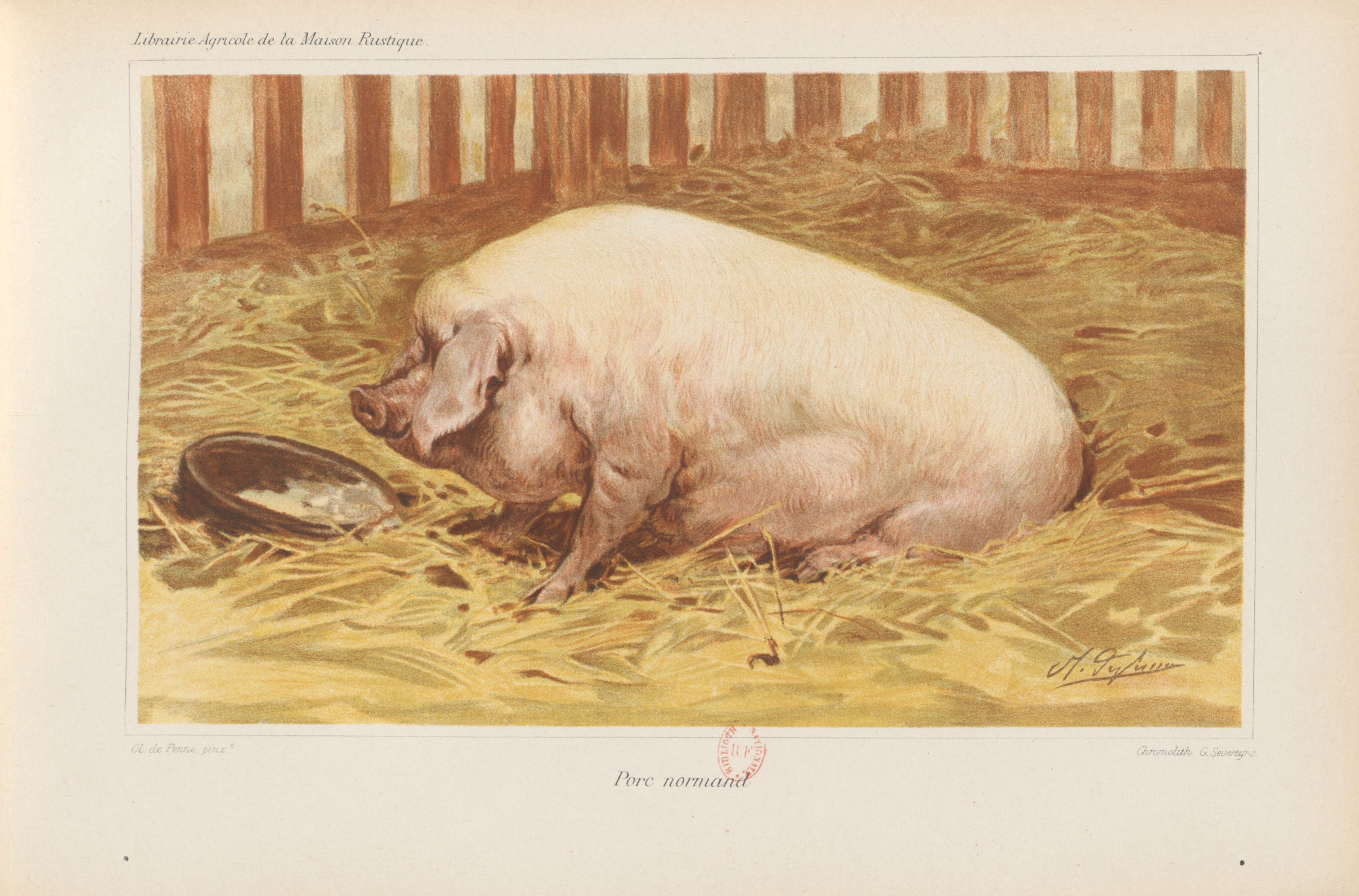
Porc Normand par Charles-Olivier de Penne.
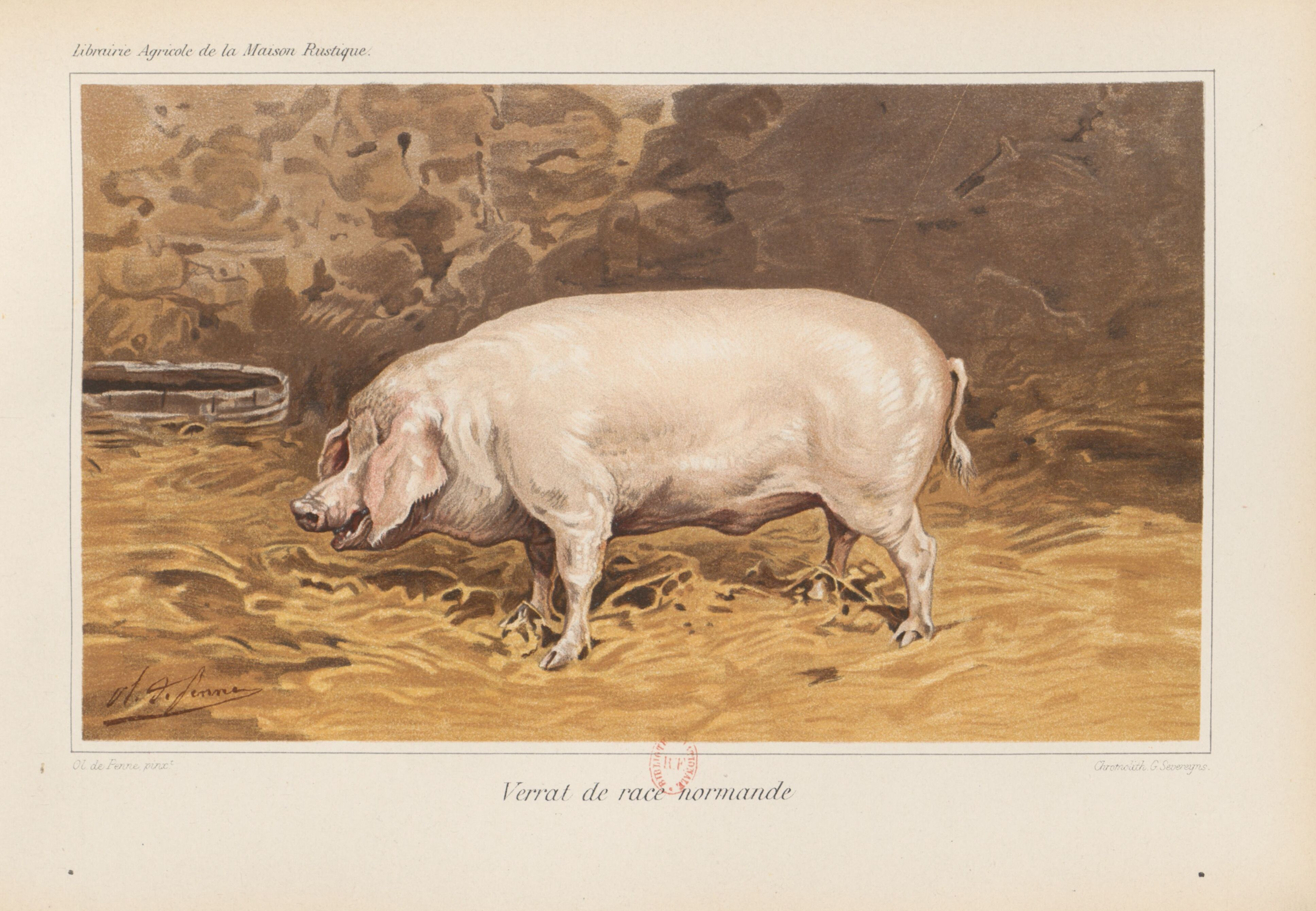
Verrat Normand par Charles-Olivier de Penne.